# Nor, Ljusdals kommun
Nor är en bebyggelse sydväst om Kalvsjön i Järvsö socken i Ljusdals kommun. Från 2015 avgränsar SCB här en småort. Mellan 1898 och 1959 var Nors ångsåg i drift på orten. Industribyggnaden finns kvar och blev ett byggnadsminne 1993.
Till byns gränsområden hör i nordöst området Österrike, döpt efter läget vid Kalvsjöns östra strand. Området kring Myrån/Öratjärnsån har kallats Fabriken efter Nors Tekniska Fabrik som var uppförd där. Området i sydöst med närhet till myrområden har gått under namnet Myra. Trakten i nordväst från Nore/Båtbacken ned mot Uvåssjön har istället kallats Långmyra och i sydväst delar Udden vattnet i Norsviken från Tevsjön och Älven.

## Historia
År 1929 hittades en trindyxa av grönsten och en kniv av lerskiffer vid gården Dala vid Kalvsjöns östra strand. Fynden som utgör de tidigaste tecknen på mänsklig närvaro daterades av Statens Historiska Museum till tidsperioden 6000-7000 år fvt.
Nor hade sin del i den användning av vattenkraft som utvecklades i landskapet från 1500-talet och framåt. I länsman Anders Lundmans rapport till länsstyrelsen 1699 uppräknas två vattenkvarnar i Nor, verksamma under vår och höst. I en senare förteckning över sågverk upprättad 1823 fanns tre stycken vattendrivna husbehovssågar på orten. Under andra halvan av 1800-talet och tidigt 1900-tal fanns ett antal lador och byggnader vid byns vattendrag med vattenhjul, tröskmaskiner, sågar, linklappor och kvarnar.
Byn är belägen invid den storskog som sträcker sig från Undersviks och Delsbos socknar. Flera generationer av invånare var verksamma i skogen på heltid eller som bisyssla. År 1696 röstade man på tinget till avslag angående ansökningar om svedjebränning och under de följande två århundradens bevarade dokumentation fortsatte man slå vakt om skogen och uttryckte oro för grundandet av nya gårdar med risk för efterföljande skövling.
På 1870-talet lät kemisten Roos från Härnösand bygga Nors Tekniska Fabrik vid Myrån som snart sysselsatte flera personer. Man tillverkade bland annat tjära, kreosot, terpentin, beck och träsprit. Råmaterialet fick man genom att bryta tallstubbar i skogen. Efter att fabriken brunnit på 1880-talet togs verksamheten över av den tidigare arbetsledaren Falk som drev företaget vidare i mindre skala. På grund av ekonomiska svårigheter gick ägarskapet över till diversehandlare Hansson som i början av 1900-talet lade ner verksamheten. Fabriksbyggnaden revs mot slutet av Första världskriget, men arbetarbostäderna blev kvar som bostads- och fritidshus.
Under 1900-talet utrustades några av byns vattenverk med elgeneratorer. Krafts smedja utrustades med en för husbehov strax efter sekelskiftet 1900 och Ol-Ersas generator som installerades 1967 försörjde även några intilliggande gårdar. Dessutom hade några av gårdarna i byn redan sedan 1920-talet nyttjat elström från ledningsnät utifrån.